# Totogalpa
Totogalpa là một khu tự quản thuộc tỉnh Madriz, Nicaragua. Khu tự quản Totogalpa có diện tích 133 ki lô mét vuông. Đến thời điểm năm 2005, huyện Totogalpa có dân số 11927 người.